# فرودگاه انداهوایلاس
فرودگاه انداهوایلاس (به انگلیسی: Andahuaylas Airport) یک فرودگاه همگانی با کد یاتا ANS است که یک باند فرود آسفالت دارد و طول باند آن ۳۰۴۸ متر است. این فرودگاه در کشور پرو قرار دارد و در ارتفاع ۳۴۴۴ متری از سطح دریا واقع شده‌است.